# Cantón de Conques-sur-Orbiel
El cantón de Conques-sur-Orbiel era una división administrativa francesa, que estaba situada en el departamento de Aude y la región de Languedoc-Rosellón.

## Composición
El cantón estaba formado por diez comunas:
- Bagnoles
- Conques-sur-Orbiel
- Limousis
- Malves-en-Minervois
- Sallèles-Cabardès
- Villalier
- Villarzel-Cabardès
- Villegailhenc
- Villegly
- Villemoustaussou

## Supresión del cantón de Conques-sur-Orbiel
En aplicación del Decreto nº 2014-204 de 21 de febrero de 2014, el cantón de Conques-sur-Orbiel fue suprimido el 22 de marzo de 2015 y sus 10 comunas pasaron a formar parte; cinco del nuevo cantón del Alto Minervois (de marzo de 2015 a enero de 2016 llamado Cantón de Rieux-Minervois), y cinco del nuevo cantón del Valle del Orbiel  (de marzo de 2015 a enero de 2016 llamado Cantón de Villemoustaussou).